# Raasin McIntosh
Raasin McIntosh (sinh ngày 29 tháng 4 năm 1982, tại Texas) là một vận động viên vượt rào người Liberia.  Tại Thế vận hội Mùa hè 2012, cô đã tham gia cuộc thi vượt rào 400 mét nữ.
Cô lớn lên ở Houston và tiếp tục theo học Đại học Texas với học bổng vận động viên. Cô được đào tạo dưới một huấn luyện viên nổi tiếng, Bev Kearney, và tiếp tục đại diện cho Hoa Kỳ tại Giải vô địch thế giới năm 2003 về điền kinh. Cô là người chiến thắng trong số 400 m vượt rào tại Giải vô địch điền kinh ngoài trời Hoa Kỳ năm 2003 và nằm trong top ba của cả 400 vượt rào và 100 mét tại Giải vô địch điền kinh ngoài trời NCAA năm đó.
Trong khi tại Đại học Texas, cô có mối quan hệ với huấn luyện viên Kearney, vi phạm các quy tắc NCAA. Sau đó, cô tiếp tục báo cáo điều này với ban giám hiệu trường đại học khi làm việc ở đó vào khoảng năm 2013, vì Kearney đã từ chức giữa những tiết lộ về mối quan hệ hơn nữa với sinh viên.